# Kovács Imre (tanár)
Kovács Imre (Kunhegyes, 1832. november 14. – Karcag, 1883. június 8.) református gimnáziumi igazgató-tanár.

## Életútja
Lelkészségre volt képesítve. 1859-től mint rendes tanár, később mint igazgató működött Karcagon, egészen haláláig.
Programértekezései a karcagi református reálgimnázium Értesítőjében (1879. A példák vonzó hatása mint legfőbb eszköze a nevelésnek, 1882. Mythosokat vagy történeteket jobb-e tanítani az algymnasiumokban.)

## Munkája
- Ovid átalakulásai. Ford. Pest és Bpest, 1864., 1875. Két füzet (Római remekírók 18., 19 füzet, 2. kiad. Bpest, 1880.)